# +972 Magazine
+972 est un magazine d’information indépendant créé en août 2010 par un groupe de journalistes établis en Israël et en Palestine. Il comprend aussi des journalistes nord-américains.
Le quotidien numérique publie ses reportages sur deux sites distincts : en hébreu sur Local Call (« appel local ») et en anglais sous le nom de + 972.
Le nom du magazine est dérivé du code international 972 qui est partagé par Israël et les territoires palestiniens. Il est décrit par Le Monde comme une « référence mondiale » sur le conflit israélo-palestinien.

## Principes
Le journaliste américano-israélien Liel Leibovitz a écrit sur le magazine juif américain Tablet que +972 a été fondé en août 2011 lorsque quatre journalistes, tous quatre progressistes et opposés à la colonisation israélienne, sont convenus de créer une plate-forme commune. Sarah Wildman (en), quant à elle, a décrit +972 dans le journal The Nation comme « Né à l'été 2010 comme un site ombrelle pour des blogs préexistants... le site est maintenant un journal en ligne pour plus d'une douzaine d'écrivains, un mélange d'Israéliens, une binationale américano-canadienne-israélienne, et deux Palestiniens, qui tous « occupent », si vous pardonnez le terme, l'espace sur le spectre de la gauche ».
+972 a une structure organisationnelle collaborative. Les nouveaux membres proposés sont « votés par le groupe et peuvent être rejetés ». L'éditeur n'a ni le pouvoir d'embaucher ni de licencier des membres.
Le magazine a une « éthique journalistique peu orthodoxe : tous les blogueurs de la revue ont toute liberté pour écrire ce qu'ils veulent ». Selon The Nation, les éditeurs ne font pas d'affectation de sujets, « Il n'y a pas de hiérarchie. Deux éditeurs [aujourd'hui plus que un] relisent et font un contrôle de conformité sur chaque article... s'ils voient quelque chose qui doit être changé pour des raisons juridiques, ils notifient l'auteur avant de faire le changement ». Selon Leibovitz, « Ce magazine en “pièces détachées” ... adhère à des pratiques journalistiques saines aussi bien dans la collecte des nouvelles que sur des reportages impartiaux » [réf. nécessaire]. Ses points de vue sont engagés « dans la promotion d'une vision du monde progressive de la politique israélienne, en préconisant un terme à l'occupation israélienne de la Cisjordanie, en invitant à la protection des droits civils en Israël et en Palestine et en soutenant des causes spécifiques visant à un changement social et politique ». Toujours selon Leibovitz, les journalistes sont bien placés pour parler de la Cisjordanie parce que plusieurs membres sont des « participants fréquents à des manifestations conjointes israélo-palestiniennes derrière la Ligne verte », et travaillent en étroite collaboration avec « des militants qui coordonnent les manifestations ». Sarah Wildman, dans The Nation, décrit le blog comme « engagé et progressiste ». 
Le Courrier international le décrit comme « un site web lancé en 2010 par un groupe de journalistes, de blogueurs et de photographes israéliens, palestiniens et nord-américains », Le Monde comme un « journal d'investigation ».
En 2024 le magazine comprend une quinzaine de journalistes entre Israël, la Cisjordanie occupée et la bande de Gaza. Deux autres habitent Londres et un New York.

## Reportages
+ 972 a multiplié depuis sa fondation les enquêtes dans les villages de Cisjordanie occupée. En 2021, il a ainsi révélé qu’Ismail Tubasi, un Palestinien de 27 ans mort dans les collines au sud de Hébron, avait été tué par des colons israéliens, en présence de militaires qui ont choisi de ne pas intervenir. Durant l’été 2023, il publie une longue enquête détaillant l’expulsion des habitants du village palestinien de Masafer Yatta, progressivement transformé en terrain d’entraînement militaire par l’armée israélienne. Pendant les manifestations couvertes à travers la Cisjordanie, ses journalistes sont régulièrement rudoyés par des soldats israéliens, parfois visés par des tirs de balles en caoutchouc. Régulièrement menacé, le journal a dû recruter plusieurs avocats et organise des formations juridiques pour ses reporters.
+ 972 révèle pendant la guerre de Gaza l'existence du programme militaire d’intelligence artificielle Lavender (« lavande »), qui, au moyen d’algorithmes, a automatisé l’identification de cibles. Ce système a été largement utilisé au cours de cette guerre par l'armée israélienne pour déclencher des frappes aériennes responsables de milliers de morts civils. Il révèle également les pressions du Mossad contre la Cour pénale internationale (CPI) pour l’empêcher d'enquêter sur Israël.
Il est le seul journal israélien à avoir des journalistes présents dans la bande de Gaza pendant la guerre de Gaza commencée en 2023. Le prix américain Edward R. Murrow du journalisme est décernée le 16 août 2024 à Ruwaida Amer, journaliste de + 972 dans la bande de Gaza. Quelques heures plus tard, son immeuble est touché un missile israélien, la blessant légèrement.
Selon Jérôme Bourdon, historien et sociologue des médias à l’université de Tel-Aviv, le journal en ligne se distingue par l’angle de ses reportages, notamment dans les territoires occupés. « Quand les médias israéliens grand public vont en Cisjordanie, ils se concentrent uniquement sur l’expérience et les points de vue des Juifs israéliens, jamais sur ceux des familles palestiniennes, comme le fait + 972. »
Les articles d'investigation de + 972 connaissent une certaine notoriété à l'étranger, étant parfois republiés par The Nation ou The Guardian, mais sont ignorés de la presse israélienne. Depuis le début de la guerre de Gaza, le contenu des articles est menacé, sous le coup de la loi israélienne obligeant les médias à soumettre leurs publications à la censure militaire. + 972 indique qu'en 2024, tous médias israéliens confondus, 1 635 articles ont été totalement interdits à la publication et 6 265 l'ont été partiellement, soit 21 reportages censurés chaque jour en moyenne.

## Financement
En 2010, la Fondation Heinrich Böll, un think-tank allemand affilié au Parti vert allemand, rentre à hauteur de 6 000 euros dans le financement. Et entre 2012 et 2016, le journal a reçu 120 000 $ de subvention du Rockefeller Brothers Fund. Selon The Nation, +972 a reçu des subventions de 70 000 $ du Fonds de justice sociale, le New Israel Fund. Ce magazine en ligne est financé également par des dons individuels de la part de ses vingt mille à quarante mille lecteurs, cet apport correspondant à un tiers du budget annuel de 4,5 millions de Shekels (environ 1,1 million d’euros).

## Lecteurs
Les rédacteurs du magazine indiquent en 2012 que la grande majorité des lecteurs de + 972 sont en dehors d'Israël, avec environ 40 % aux États-Unis et 20 % en Israël et dans les territoires palestiniens. Et selon le site de statistiques sur le trafic Alexa, 40,1 % du trafic du site vient des États-Unis, 9,5 % de France, 8,1 % d'Israël, 6 % du Canada, et 6 % du Royaume-Uni.
Le journal américain The Nation constate en 2012 qu'« en Israël, le journalisme pratiqué par +972 est difficile et impopulaire. » Akiva Eldar (en) et Merav Michaeli ont déclaré auprès du journal que les Israéliens n'ont jamais entendu parler de +972, Michaeli le décrivant comme simplement « pas pertinent » sur la politique israélienne.

## Critiques
Selon The Nation, les points de vue politique de +972 sont critiqués par Haaretz et une certaine gauche israélienne. L'organisation pro-israélienne NGO Monitor (en) a présenté +972 comme antisémite car elle a déclaré qu'Israël pratiquait l'apartheid. Noam Sheizaf a répondu à ces critiques : « Les attaques contre +972 menées par NGO Monitor ont été faites de manière classique, à l'image de Im Tirzu et d'organisations similaires : sans débattre sur le fond des articles ou sur les éditoriaux, mais en essayant de nous délégitimer et nous réduire au silence ». En février 2012, Sheizaf déclare : « Les juifs américains libéraux ne sont pas de notre côté. La plupart des américains n'approuveront mon libéralisme que jusqu'à un certain degré. Quand je me bats pour qu'une femme arabe devienne docteur, ils se mobiliseront et donneront au New Israel Fund. Mais si je dis que Jérusalem est une ville d'apartheid, - ce qui est vrai, Jérusalem est la pire ville en termes de ségrégations civiles - les libéraux américains sortiront de leur gonds ».